# برايتولتون غرين (باركشير)
برايتولتون غرين (بالإنجليزية: Brightwalton Green)‏ هي قرية تقع في المملكة المتحدة في جنوب شرق إنجلترا.